# تولید برق

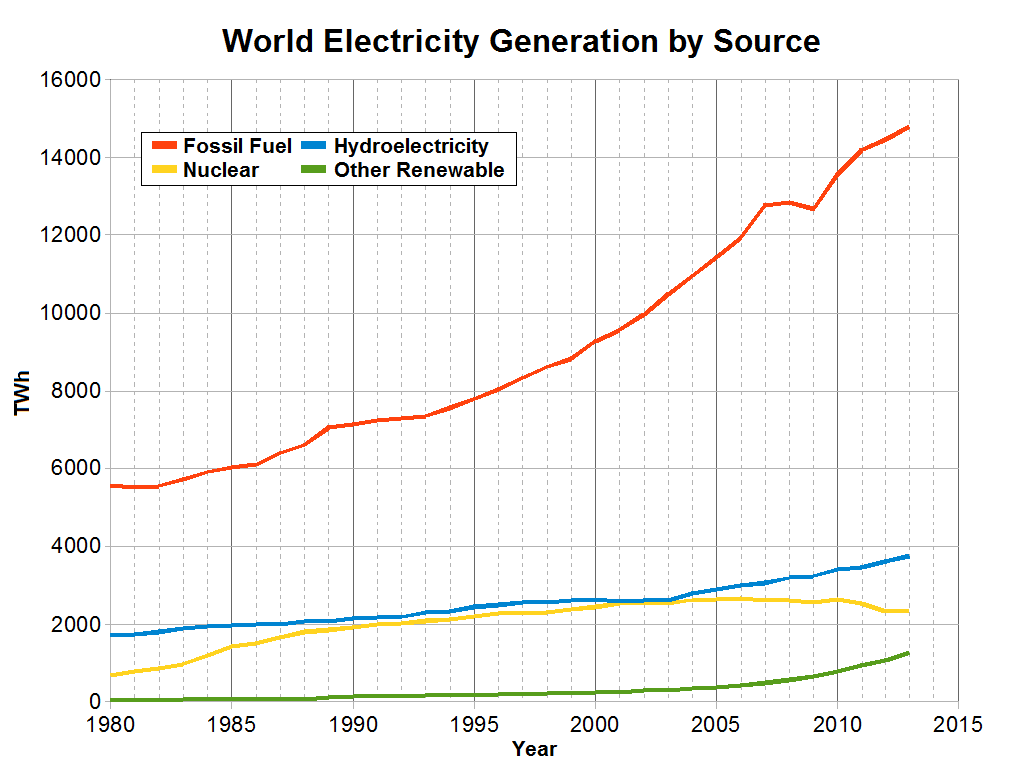
نمودار تولید انرژی الکتریکی در بین سال‌های ۱۹۸۰ تا ۲۰۰۵ نیروگاه‌های گرمایی با خط قرمز، نیروگاه‌های هسته‌ای با خط زرد، نیروگاه‌های هیدروالکتریکی با خط آبی و نیروگاه‌های مواد تجدید پذیر با خط سبز مشخص شده‌است. در این نمودار شما به صراحت می‌توانید خطوط گرمایی نیروگاه‌های هسته ای را مشاهده کنید که از ۱۹۸۰ تا به امروز پیرو تغییراتی بوده‌است که علوم کامپیوتری و تجهیزات هسته برای هر مدار هسته ای متفاوت بوده و هریک به صورت خطی انرژی متمرکز را اشاعه کرده و طول موج آن بسیار گسترده خواهد بود.

نمودار سهم منابع مختلف در تولید انرژی الکتریکی در ایالات متحده.

تولید برق، فرایند تولید برق از منابع انرژی اولیه است. منظور از تولید برق در صنعت برق، مرحله قبل از انتقال یا توزیع به کاربران نهایی یا ذخیره آن است. در هنگام تولید برق هیچ گونه انرژی ای تولید نمی‌شود، بلکه فقط گونه‌ای انرژی در نیروگاه به طریقی به انرژی الکتریکی تبدیل می‌شود؛ لذا «تولید برق» یک اصطلاح فنی در صنعت برق است و در فیزیک و مهندسی کاربرد ندارد.
برق یا الکتریسیته قابل استفاده در طبیعت آزادانه در دسترس نیست، به همین دلیل باید «تولید» شود. البته برخی موجودات زنده، مانند مارماهی الکتریکی توانایی تولید برق بصورت طبیعی را دارند که دانشمندان در حال مطالعه اینگونه موجودات اند.  برق اغلب در یک نیروگاه توسط مولدهای الکترومکانیکی تولید می‌شود. این مولدها عمدتاً توسط ماشین‌های گرمایی به حرکت در می‌آیند و انرژی مورد نیاز آنها معمولاً از احتراق یا شکافت هسته‌ای بدست می‌آید، اما برای به حرکت درآوردن مولدها از انرژی جنبشی آب و باد و… نیز استفاده می‌شود.

## تاریخچه

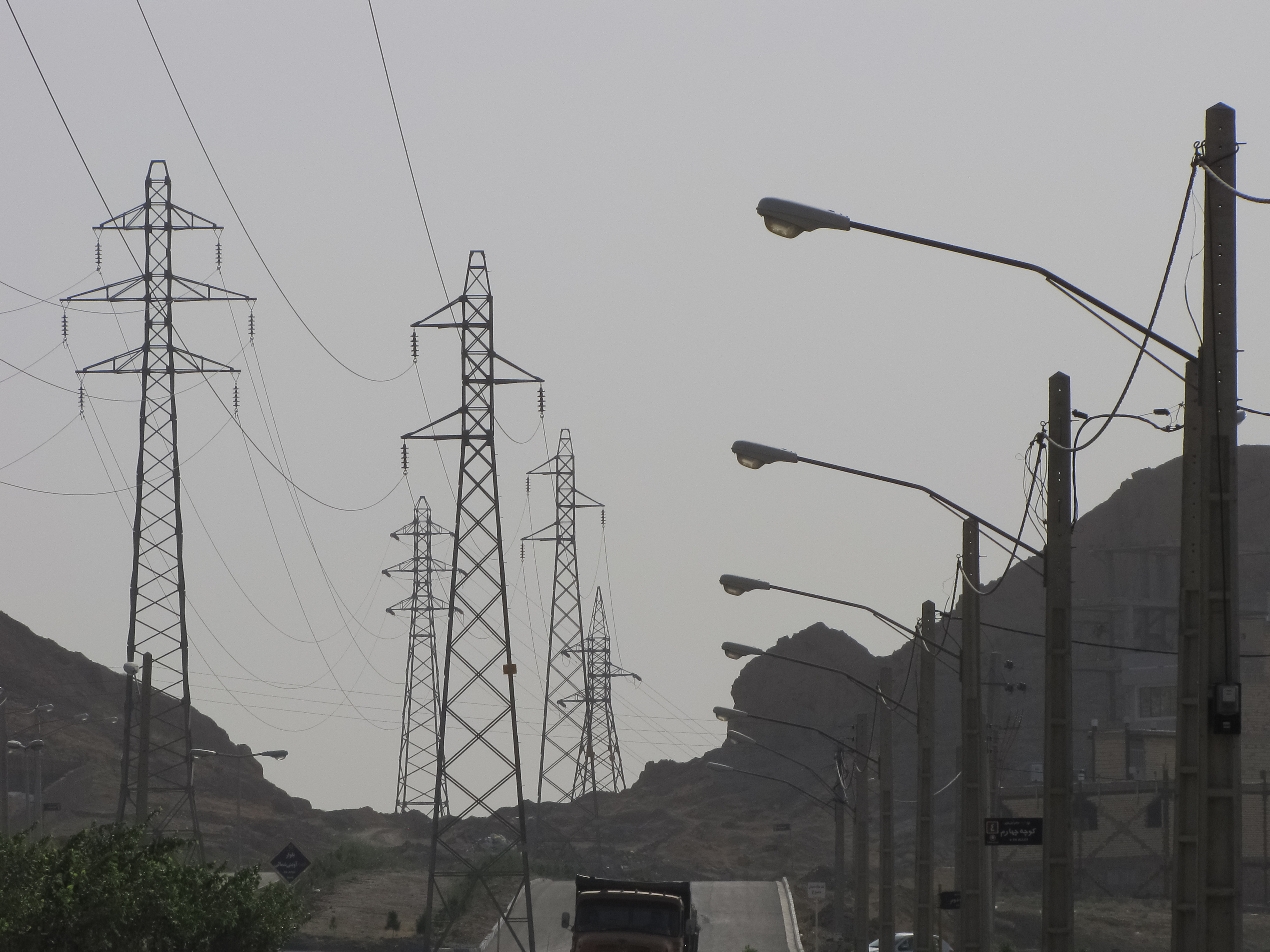
خطوط انتقال برق فشار قوی و برق عادی شهری در ایران

تولید برق فرایندی است که طی آن از یک منبع انرژی استفاده می‌شود تا انرژی الکتریکی تولید شود.
اصول پایه برای تولید برق توسط دانشمند انگلیسی مایکل فارادی در دهه ۱۸۲۰ تا اوایل دهه ۱۸۳۰ میلادی کشف شد. روش پایه او هنوز هم برای تولید برق مورد استفاده قرار می‌گیرد: برق با حرکت یک دور سیم یا یک استوانه مسی بین قطب‌های یک آهنربا (ژنراتور) تولید می‌شود.
برای شرکت‌هایی که در زمینه برق فعال هستند تولید برق اولین مرحله در رساندن برق بدست شما است و در مراحل بعدی انتقال و توزیع قرار دارند.
برق معمولاً در نیروگاه توسط ژنراتورها تولید می‌شود. ژنراتورها برای تولید برق نیاز به یک محرک مکانیکی نیاز دارند این محرک می‌تواند یک توربین یا یک موتور دیزل باشد ژنراتورهای بزرگ به وسیلهٔ توربین‌ها دور می‌گیرند. بسته به نوع انرژی در دسترس توربینی متناسب با آن طراحی و ساخته می‌شود. تمرکز مولدهای الکتریکی از زمانی ممکن شد که با رشد علم امکان تغییر ولتاژ الکتریکی متناوب و در نتیجه افزایش آن در طول خطوط انتقال انرژی و کاهش آن در انتهای خطوط به وسیله ترانسفورماتورها فراهم شد
از سال ۱۸۸۱ تاکنون و برای بیش از۱۳۰ سال انرژی الکتریکی به منظور تغذیه مصرف‌کننده‌های انسانی به وسیله منابع مختلف تأمین می‌شود. اولین مولدهای الکتریکی با انرژی آب و زغال سنگ کار می‌کردند و امروزه بخش عظیمی از انرژی الکتریکی به وسیله زغال سنگ، انرژی هسته‌ای، گاز طبیعی، هیدروالکتریک و نفت تولید می‌شود که البته در این میان منابعی مانند انرژی خورشیدی، انرژی جزر و مدی، انرژی بادی و انرژی زمین گرمایی نیز نقش کوچکی ایفا می‌کنند.
اشتباهی که در دنیا در حال رخ دادن است این است که برق جاری با برق ساکن فرق بسیاری دارد.

## نیروگاه

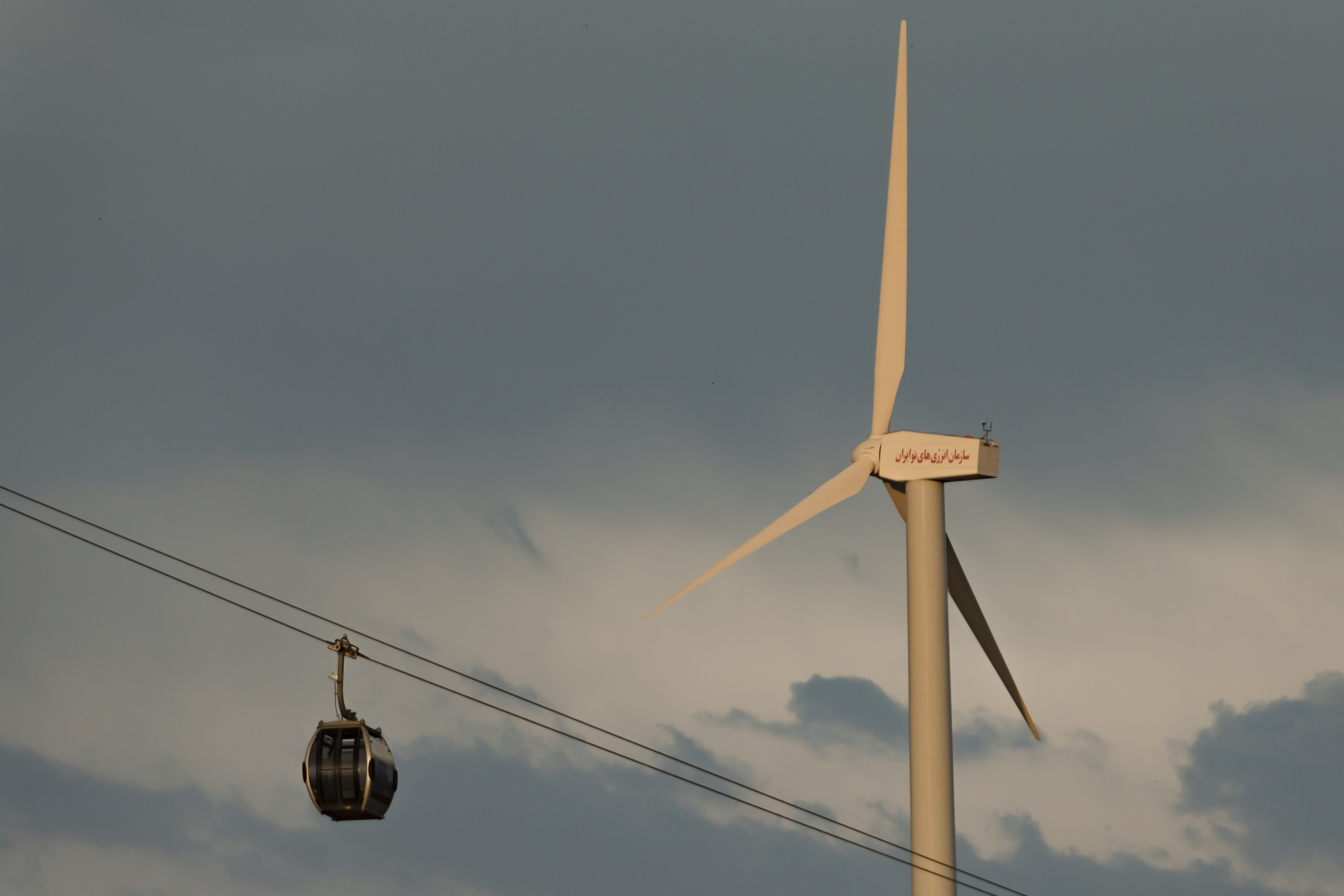
توربین‌های بادی بر بلندای شهر تبریز در ایران

نیروگاه مجموعه‌ای از تأسیسات صنعتی است که برای تولید انرژی الکتریکی از آن استفاده می‌شود. نیروگاه‌ها بسته به نوع تکنولوژی به کار رفته در آن‌ها و منابع انرژی در دسترس متفاوت هستند.
وظیفه اصلی یک نیروگاه تبدیل انرژی از دیگر شکل‌های آن مانند انرژی شیمیایی، انرژی هسته‌ای، انرژی پتانسیل گرانشی و … به انرژی الکتریکی است. وظیفه اصلی در تقریباً همه نیروگاه‌ها بر عهده مولد یا ژنراتور است، ماشین دواری که انرژی جسم سیال را به انرژی الکتریکی تبدیل می‌کند. انرژی مورد نیاز برای چرخاندن یک ژنراتور از راه‌های مختلفی تأمین می‌شود و غالباً به منظور حداکثری راندمان و حداقل نمودن هزینه‌ها و همچنین میزان دسترسی به منابع مختلف انرژی در آن منطقه و دانش فنی گروه سازنده بستگی دارد.
ژنراتور: ژنراتورها یا مولدها در حقیقت ماشین‌های الکتریکی هستند که با گرداندن شفت آن‌ها البته با یک سری ملاحظات می‌توان برق تولید کرد. معمول‌ترین انواع ژنراتور ژنراتورهای سنکرون هستند که در بیشتر انواع نیروگاه‌ها مورد استفاده قرار می‌گیرند. ژنراتور سنکرون ماشینی است که باید دور آن با توجه به تعداد قطب‌ها در محدوده ای معین ثابت نگه داشته شود. در این ژنراتور یک میدان گردان روی سیم پیچ‌های ژنراتور القا می‌شود که دور این میدان گردان با دور روتور باید یکسان باشد؛ و روتور یک مغناطیس یا آهنربای کنترل شده‌است که به کمک این مغناطیس می‌توان ولتاژ ژنراتور را کنترل کرد. کابل‌های خروجی ژنراتور را ترمینال ژنراتور می‌نامند در ترمینال ژنراتور باید ولتاژ و فرکانس کنترل شده داشته باشیم.
کنترل فرکانس: فرکانس ژنراتورها در یک شبکه بزرگ به صورت هماهنگ و مشترک در همه نیروگاه‌ها کنترل می‌شود کنترل فرکانس ژنراتور به کمک سیستم کنترل دور توربین انجام می‌شود که پایداری این سیستم کنترل بسیار اهمیت دارد و یک سیستم کنترل دور توربینی که ژنراتور را به حرکت درمی‌آورد بسیار پیچیده‌است. اما به صورت ساده اگر بخواهیم به آن اشاره کنیم باید بگویم بار الکتریکی ژنراتور برای توربین مانند ترمز عمل می‌کند به این ترتیب دور توربین در صورت افزایش بار کاهش می‌یابد و سیستم کنترل از طریق فرمان به توربین دور آن را کنترل می‌کند؛ مثلاً در یک نیروگاه بخار این فرمان به دریچه کنترل بخار اعمال می‌شود و دریچه به مقدار بیشتری باز می‌شود تا بتواند دور لازم را به توربین بدهد. دور ژنراتورها در یک شبکه بر فرکانس تأثیر می‌گذارند و فرکانس یک شبکه استاندارد نباید از محدوده معینی تجاوز کند نکته دیگر اینکه در صورت عملکرد معیوب سیستم کنترل یا دریچه کنترل احتمال دور گرفتن بیش از حد توربین وجود دارد که بسیار خطرناک است البته برای چنین مشکلاتی حفاظت‌هایی وجود دارد ولی در مواردی مشکلاتی پیش آمده که هم خسارت جانی و هم خسارت مالی بالایی دارد.
سیستم تحریک ژنراتور: ولتاژ خروجی ژنراتور بسیار اهمیت دارد چون اگر ولتاژ از حدی فراتر رود به عایق‌های الکتریکی ژنراتور و تجهیزات نیروگاه صدمه وارد شده و خسارت سنگینی در برخواهد داشت. به سیستمی که ولتاژ ژنراتور را کنترل می‌کند سیستم تحریک یا AVR می‌گویند سیستم تحریک هم یک سیستم کنترل پیشرفته‌است که وظیفه آن کنترل ولتاژ ژنراتور است.
نوع دیگری از ماشین‌های الکتریکی که به عنوان ژنراتور استفاده می‌شوند ماشین‌های الکتریکی آسنکرون یا القایی هستند. یک ماشین الکتریکی ناهم‌گلم (آسنکرون) هم می‌تواند به صورت موتور استفاده شود و هم به صورت ژنراتور. این نوع ماشین در صنعت بیشتر به صورت موتور استفاده می‌شود چون موتوری محکم و با قابلیت‌های بالاست، نیاز به زغال یا جاروبک ندارد، و تعمیرات آن ساده است. این ماشین معمولاً در نیروگاه‌های بادی به عنوان ژنراتور مورد استفاده قرار می‌گیرد. وقتی دور موتور آسنکرون از دور سنکرون آن بیشتر می‌شود شروع می‌کند به تولید برق و تبدیل به ژنراتور می‌شود. استفاده از این نوع ژنراتور در نیروگاه‌های بادی به علت محدودیت در کنترل سرعت باد است و حتی با همین نوع ژنراتور هم اگر سرعت باد از حدی بالاتر رود یا کمتر از مقدار مورد نیاز باشد ترمزهای توربین به صورت خودکار آن را متوقف خواهند کرد.

## توربین‌ها
امروزه توربین‌های متصل به ژنراتورهای الکتریکی بیشترین حجم انرژی الکتریکی را تولید می‌کنند. به کمک توربین‌ها انرژی سوخت یا بخار یا آب به ژنراتور منتقل می‌شود تا تبدیل به انرژی الکتریکی شود. توربین‌ها تجهیزاتی مکانیکی با دقت ساخت بالا هستند که با توجه به نوع نیروگاه و سیالی که آن را به چرخش درمی‌آورد انواع مختلفی دارند که در ادامه در مورد آن بیشتر صحبت می‌کنیم.
۱- بخار: توربین بخار که به وسیلهٔ بخار خشک یا بخار سوپر هیت به حرکت در می‌آید یکی از متداول‌ترین انواع توربین در دنیاست این توربین‌ها که معمولاً چند مرحله ای یا دو مرحله ای هستند (بسته به فشار بخار و توان توربین) عمر بالایی دارند و راندمان قابل قبولی هم دارند. ابتدا آب به وسیله حرارت تولید شده از روش‌های زیر :

۱–۱- شکافت هسته‌ای که انرژی حاصل از واکنش هسته ای در یک رآکتور هسته ای در نهایت بخار خشک تولید می‌کند و با استفاده از یک توربین بخار انرژی بخار خشک به ژنراتور منتقل می‌شود؛ بنابراین یک نیروگاه هسته ای در حقیقت یک نیروگاه بخار است که برای تأمین بخار از انرژی هسته ای استفاده شده‌است. از مزایای این نوع نیروگاه می‌توان به انرژی ارزان و طولانی مدت اشاره کرد از معایب آن این است که باید انرژی آن همیشه مصرف شود و برای نوسانات بار مناسب نیست و حتی نوسانات بار در شرایطی می‌تواند برای آن خطرناک باشد همچنین در صورت بروز حادثه مانند آنچه در نیروگاه چرنوبیل یا نیروگاه‌های اتمی ژاپن رخ داد یک فاجعه انسانی رخ خواهد داد. اما با این حال هنوز بسیاری از کشورهای پیشرفته از جمله آمریکا درصد بالای از انرژی مورد نیاز خود را از انرژی هسته‌ای تأمین می‌کنند.

۱–۲- از سوختن سوخت‌هایی همچون زغال سنگ، گاز طبیعی یا نفت آب به جوش می‌آید و سپس از این بخار برای به حرکت درآوردن پره‌های توربین استفاده می‌شود. در بعضی از نیروگاه‌ها جدید از انرژی خورشیدی برای تأمین انرژی استفاده می‌شود.

۱–۳- انرژی زمین گرمایی این روش تولید انرژی در مکان‌هایی خاص مانند نزدیک آتش فشان‌های نیمه فعال قابل ساخت است در این روش معمولاً با استفاده از آب گرمی که با فشار از داخل زمین فوران می‌کند توربینی خاص را به حرکت درمی‌آورند یا با استفاده از این حرارت مایعی که در دمای پایینی می‌جوشد را گرم می‌کنند و انرژی آن را به توربین می‌دهند. نیز اشاره کرد.

۱–۴- پانل‌های فتوولتاییک و خورشید گرمایی در این روش نور خورشید مستقیماً به انرژی الکتریکی تبدیل می‌شود. اگر چه سلول‌های فتو ولتاییک هنوز برای استفاده در مقیاس وسیع گران هستند اما راندمان سلول‌های خورشیدی از ۳۰ درصد در گذشته‌ای نه چندان دور به ۴۰ درصد رسیده‌است. از پانل‌های خورشیدی فتو ولتاییک بیشتر در مناطق دور افتاده و کم جمعیت که هزینه انتقال انرژی و نصب تجهیزات توجیه ندارد مورد استفاده قرار می‌گیرد. اما در کشورهای با فناوری پیشرفته مانند ژاپن، آلمان، ایالات متحده و.. به علت مسائل زیست‌محیطی و افزایش راندمان نسل جدید این سلول‌ها ظرفیت نصب با سرعت بالایی در حال افزایش است.
در روش خورشید گرمایی با استفاده از نور آفتاب و تمرکز انرژی خورشید به روش‌های مختلف دمای آب را بالا می‌برند و در نهایت اختلاف دمای ایجاد شده بین آب گرم و سرد باعث جریان آب می‌شود که این حرکت سبب می‌شود توربینی که در مسیرش قرار دارد را به حرکت وادارد و به این ترتیب برق تولید می‌شود. یا آنقدر دمای آب را بالا می‌برند تا بخار تشکیل شود و با انرژی بخار توربین را به گردش درمی‌آورند. برای تمرکز انرژی گرمایی خورشید از آینه‌های شلجمی استفاده می‌شود یا اینکه با استفاده از محفظه‌ای شیشه‌ای دمای آب را بالا می‌برند مانند همان پدیده‌ای که هنگام بسته بودن درهای خودرو در تابستان در داخل خودرو اتفاق می‌افتد و دمای داخل خودرو بسیار بیشتر از دمای محیط می‌شود فقط به این دلیل که بازتابش از داخل محفظه نمی‌تواند از محفظه عبور کند و دوباره بازتابیده شود.

نکته بحرانی در مورد توربین‌های بخار دما و فشار بخار است بخار ورودی به توربین باید آنقدر داغ باشد که بخار کاملاً خشک داشته باشیم تا در خروجی توربین که دما افت می‌کند قطرات آب تشکیل نشود در صورتی که قطرات آب در توربین تشکیل شود یک فاجعه رخ خواهد داد چون قطرات آب تشکیل شده در آن دما و فشار بالا به راحتی به پره‌های گرانقیمت توربین صدمه می‌زنند. از مزایای توربین بخار عمر مناسب و راندمان نسبتاً بالای آن است و از معایب آن می‌توان به مصرف زیاد منابع آبی و هزینه بالای مورد نیاز برای سرمایه‌گذاری اولیه اشاره کرد و همچنین برای استارت این نیروگاه به زمان و فعالیت زیادی نیاز است و مشکلات خاص خود را دارد. همچنین بهره‌برداری از نیروگاه بخار پیچیدگی‌های خاص خود را دارد.
۲- آب: در این حالت پره‌های توربین به وسیله آب به حرکت در می‌آیند. این انرژی می‌تواند از حرکت آب پشت یک سد یا حرکت آب یه وسیله نیروی جزر و مد تأمین گردد.
توربین‌های آبی در مناطق پرآب نقش بزرگی در تولید انرژی ایفا می‌کنند این توربین‌ها انرژی آب ذخیره شده در ارتفاع بالا را به انرژی گردشی برای ژنراتورهای خود تبدیل می‌کنند. معمولاً دور این نوع توربین‌ها پایین است در حالیکه توربین‌های بخار و گاز دارای دور ۳۰۰۰ دور بر دقیقه و بالاتر هستند این نوع توربین دور پایینی دارد و از آنجا که دور ژنراتور به فرکانس برق تولیدی ارتباط دارد تعداد قطب‌های توربو ژنراتورهای آبی بیشتر است تا در دور کم همان فرکانس ۵۰ هرتز را تحویل دهند. از مزایای این نوع نیروگاه می‌توان به تولید برق بدون نیاز به سوخت‌های فسیلی، کمک به کاهش آلودگی هوا، توانایی ذخیره‌سازی انرژی با استفاده از سیستم تلمبه ای ذخیره (پمپاژ آب با استفاده از برق مازاد در ساعات کم باری به ارتفاع بالا و استفاده از آب پمپ شده در ارتفاع برای حرکت توربین در ساعات اوج) و قابلیت بالای کنترل بار اشاره کرد؛ ولی از مشکلات آن می‌توان به هزینه بالای اولیه برای ساخت نیروگاه اشاره کرد همچنین فعالین محیط زیست دربارهٔ مشکلاتی که این نوع نیروگاه‌ها برای ماهی‌ها ایجاد می‌کنند اعتراض دارند که امروزه توربین‌هایی ساخته شده که برای ماهی‌ها مشکلات کمتری ایجاد می‌کنند.
۳- باد: توربین‌های بادی هم از دیگر انواع توربین هستند که از طبیعت برای تولید انرژی الکتریکی کمک می‌گیرند اما در بعضی توربین‌ها فشار باد به صورت مصنوعی از طریق انرژی نور خورشید یا سوختن سوخت‌ها به وجود می‌آید. توربین‌ها بادی باید در مناطقی نصب شوند که سرعت باد مناسب باشد و این وزش در طول سال آنقدر ادامه داشته باشد که نصب این نوع نیروگاه‌ها صرفه اقتصادی داشته باشد. حتی سرعت خیلی بالای باد هم برای این نوع توربین مناسب نیست. تا کنون تمام انواع توربین‌هایی که دربارهٔ آن صحبت شد دارای ژنراتور سنکرون بودند ولی توربین بادی نیاز به ژنراتور آسنکرون دارد.
نوع جدیدی از توربین‌های بادی هم با نام برج‌های خورشیدی پا به عرصه تولید انرژی الکتریکی گذاشته‌اند که باد به صورت مصنوعی در آن‌ها جریان می‌افتد. با استفاده از انرژی خورشید هوای داخل برج گرم می‌شود هوای گرم تمایل دارد به سمت بالا حرکت کند سپس با مکشی که به وسیلهٔ برج ایجاد می‌شود همانند آنچه در دودکش‌ها اتفاق می‌افتد هوای گرم به سمت بالا حرکت می‌کند و سرعت می‌گیرد. حرکت هوای گرم سبب چرخش توربینی می‌شود که ژنراتور را دور می‌دهد. منبع این انرژی را هم خورشید می‌دانند و یکی از نیروگاه‌های خورشیدی گرمایی به حساب می‌آید.
۴- گازهای داغ: توربین گازی در حقیقت مانند یک موتور جت هواپیماست و خود از یک کمپرسور، محفظه احتراق و توربین تشکیل شده‌است. این توربین با استفاده از انرژی بالای گاز داغ حاصل از انفجار در محفظه احتراق به گردش در می‌آید. به همین دلیل به آن توربین گازی می‌گویند. سوخت این نوع توربین گازوییل و گاز طبیعی است که البته گاز طبیعی سوخت بهتری برای آن محسوب می‌شود و راندمان بیشتر داشته و هزینه و مشکلات بهره‌برداری کمتری دارد؛ ولی این توربین‌ها معمولاً دو سوخته هستند چون در شرایطی که ممکن است گاز طبیعی در دسترس نباشد در فرایند تولید برق خللی ایجاد نشود؛ بنابراین گازوییل سوخت دوم محسوب می‌شود از مزایای این نیروگاه می‌توان به زمان نسبتاً کم برای ساخت تا بهره‌برداری، آمادگی بالا برای استارت و استارت مجدد، قابلیت جمع‌آوری و جابجایی از یک منطقه به منطقه دیگر هزینه اولیه پایین برای سرمایه‌گذاری و زودبازده تر بودن نسبت به سایر نیروگاه‌ها اشاره کرد. از معایب این نیروگاه می‌توان به راندمان پایین و هزینه بالای بهره‌برداری اشاره کرد.

به همین دلیل و به منظور افزایش راندمان این نوع نیروگاه از توربین‌های گازی مرکب که انرژی خود را به‌طور هم‌زمان از آب و فشار گاز می‌گیرند استفاده می‌گردد در این نیروگاه‌ها انرژی مورد نیاز به وسیله سوختن گاز طبیعی و از طریق گازهای داغ در یک توربین گازی تأمین می‌گردد و از مازاد انرژی برای گرم کردن آب و تبدیل بیشتر انرژی استفاده می‌شود. راندمان این نیروگاه‌ها معمولاً بالاتر از ۶۰٪ است.

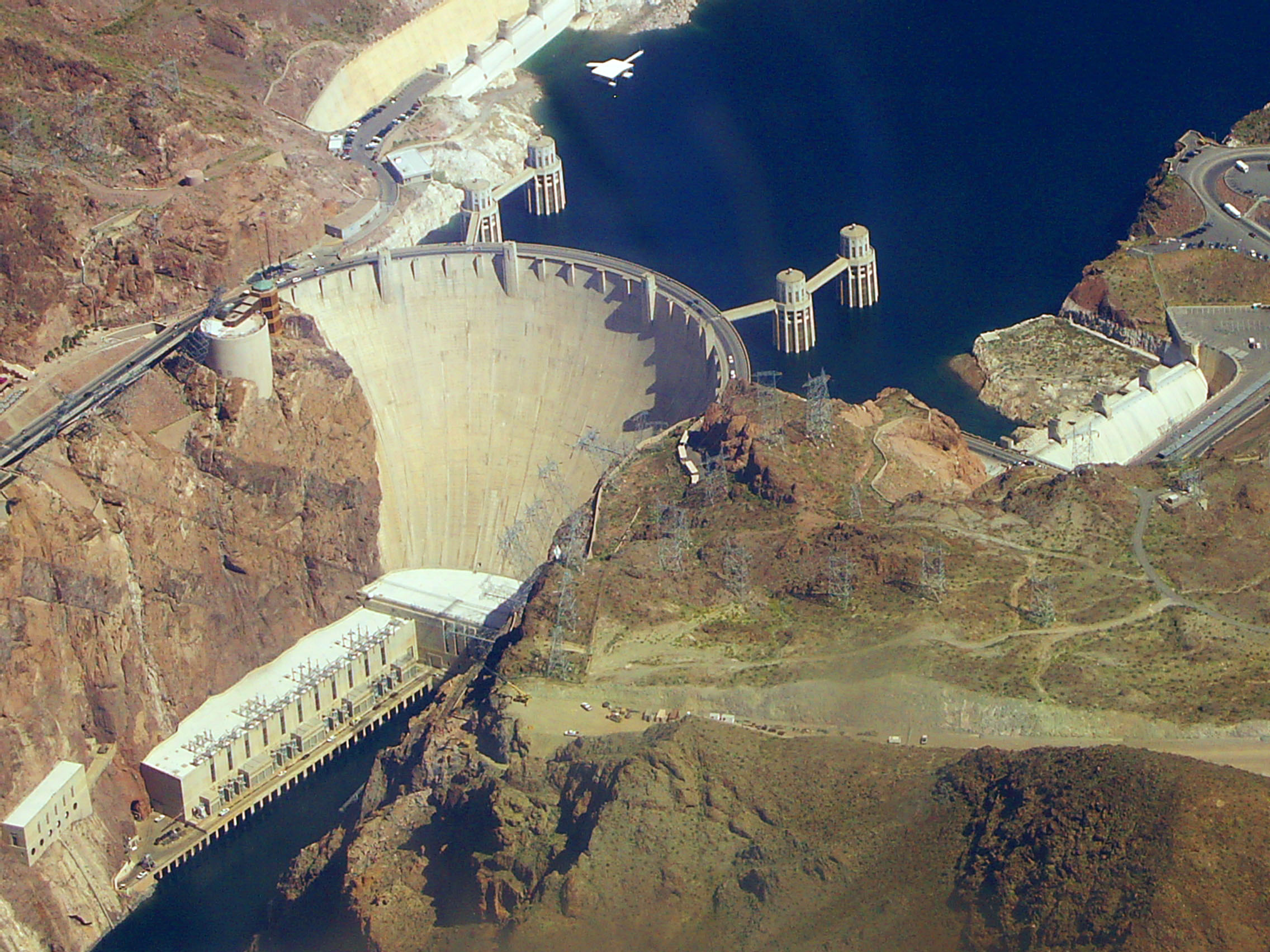
سدها انرژی پتانسیل آب را به انرژی الکتریکی تبدیل می‌کنند.

لازم است ذکر شود روش‌های تولید انرژی اشاره شده در بالا مرسوم‌ترین و پر کاربردترین روش‌ها می‌باشد ولی در حال حاضر روش‌های دیگری نیز جهت تولید انرژی الکتریکی در جهان استفاده می‌گردد که مختصراً به آن اشاره می‌شود:
۵- تولید برق به کمک علم الکترونیک :
روش‌های دیگری هم برای تولید انرژی برق وجود دارند که به کمک علم الکترونیک انرژی الکتریکی تولید می‌کنند و کمتر به تجهیزات مکانیکی نیاز دارند و بیشتر در مقیاس کوچک و برای وسایل الکترونیکی و وسایل قابل حمل مورد استفاده قرار می‌گیرند؛ که از آن جمله می‌توان به قطعات ترموالکتریک، ترمو یونیک و تومو ولتاییک که با گرما تولید برق می‌کنند اشاره کرد. معمولاً از سلول‌های ترمو الکتریک در دماهای پایین‌تر استفاده می‌شود. همچنین سلول‌های پیزوالکتریک که در نتیجه بار یا فشار مکانیکی تولید برق می‌کنند؛ مثلاً اخیراً با نصب این سلول‌ها در پیاده‌روها توانسته‌اند از قدم زدن افراد برق تولید کنند؛ و نوع دیگر از قطعات الکترونیکی بتاولتاییک‌ها هستند که با تابش رادیو اکتیو تولید برق می‌کنند. روش دیگری که موسوم به نیروگاه MHD است و در دست مطالعه قرار دارد روش تولید انرژی الکتریکی از رآکتورهای هسته‌ای است که بر اساس دینامیک مایع کار می‌کند؛ و نوع دیگر روش تولید انرژی روش اسموتیک است که و در جایی امکان‌پذیر است که آب شور و شیرین با یکدیگر ترکیب می‌شوند. (دلتاها از این محل‌ها هستند)
۶- تولید برق الکتروشیمیایی :
روش‌های تولید برق الکتروشیمیایی هم وجود دارند که اهمیت ویژه ای برای کاربردهای قابل حمل نقل دارند. انرژی الکتریکی می‌تواند به وسیلهٔ سلول‌های بسته تولید می‌شوند که مانند باتری‌ها کار می‌کنند. این روش بیشتر برای ذخیره انرژی مورد استفاده قرار می‌گیرد تا تولید انرژی الکتریکی. اما سلول‌های باز الکتروشیمیایی که با نام پیل سوختی یا سلول سوختی شناخته می‌شوند بیشتر برای تولید انرژی مورد استفاده قرار می‌گیرند. امروزه تحقیقات زیادی روی توسعه پیل‌های سوختی انجام شده‌است که سبب پیشرفته تر شدن و کاراتر شدن آن‌ها شده‌است. پیل‌های سوختی می‌توانند برق را هم از سوخت طبیعی و هم از سوخت‌های ترکیبی فراهم کنند و همین‌طور می‌توان از آن‌ها برای تولید برق و هم برای ذخیره برق استفاده کرد.
۷ - روش اقیانوس گرمایی :
در این روش با استفاده از تفاوت دمای کم بین آب در اعماق اقیانوس و آب گرم تر سطح اقیانوس یک مسیر از آب به وجود می‌آورند که این آب هنگام حرکت یک توربین را می‌چرخاند و تولید برق می‌کند.

## موتورهای احتراق داخلی
برای تولید انرژی الکتریکی در مقادیر یا مقیاس‌های پایین معمولاً از موتورهای الکتریکی که به وسیله سوخت دیزل، بیوگاز یا گاز طبیعی به حرکت در می‌آیند استفاده می‌شود. از موتورهای دیزل معمولاً برای سیستم‌های پشتیبانی یا برق اضطراری در ولتاژهای پایین استفاده می‌شود که دیزل ژنراتور یکی از انواع عمومی این مولدها است و می‌تواند برق اضطراری یا برق مورد نیاز در محل‌های دور از دسترس مثل پروژه‌های ساخت جاده، ریل گذاری، حفاری و ساختمان سازی را با هزینه مناسب تأمین نماید.
اما بیوگاز معمولاً در محل تولید یعنی در مکان‌هایی مانند محل‌های دفع زباله یا فاضلاب سوزانده می‌شود و به وسیله یک موتور متناوب یا میکرو توربین به انرژی الکتریکی تبدیل می‌شود.

## باتری خورشیدی
برعکس صفحات متمرکز کننده نور خورشید برای ایجاد حرارت، باتری‌های خورشیدی نور خورشید را به‌طور مستقیم به انرژی الکتریکی تبدیل می‌کنند. با این که استفاده از نور خورشید رایگان است و نور خورشید در بسیار از مناطق به راحتی قابل دسترسی است اما قیمت تمام شده برق تولیدی از این روش در مقایسه با تولید با روش‌های تولید انرژی الکتریکی در سطح کلان (نیروگاه‌ها) گران‌تر تمام می‌شود. همچنین راندمان پایین سلول‌های خورشیدی سیلیکونی (نزدیک به ۳۰٪) استفاده از آن‌ها را با مشکل روبه‌رو کرده‌است. امروزه از باتری‌های خورشیدی معمولاً در مناطق دورافتاده‌ای که امکان دسترسی به شبکه برق وجود ندارد یا به عنوان منبع الکتریکی تکمیلی در واحدهای مسکونی یا تجاری استفاده می‌شود. پیشرفت‌های اخیر در زمینه ساخت باتری‌های خورشیدی و همچنین یارانه‌های در نظر گرفته شده به وسیله انجمن‌های محیط زیست باعث شده تا روند پیشرفت و استفاده از این منابع روزبه‌روز رشد کند.